# Маніфест про непорушність самодержавства
Маніфест про непорушність самодержавства (рос. Манифест о незыблемости самодержавия) — позначення Найвищого маніфесту, виданого 29 квітня (11 травня) 1881 імператором всеросійським Олександром III на початку свого царювання. Опубліковано 30 квітня 1881.
Після свого сходження на всеросійський престол 1 [13] березня 1881, після вбивства свого батька — Олександра II, Олександр виявляв деяке коливання у виборі стратегічного курсу свого царювання, займаючи видимий нейтралітет між двома протиборчими партіями, обравши в результаті курс, що обстоювали Констан Побєдоносцев і граф Сергій Строганов.
У листі з Петербурга від 4 травня 1881 Побєдоносцев, який був автором проекту тексту, обраного Олександром III, писав імператору :

В среде здешнего чиновничества манифест встречен унынием и каким-то раздражением: не мог и я ожидать такого безумного ослепления. Зато все здравые и простые люди несказанно радуются. В Москве ликование, — вчера там читали его в соборах и было благодарственное молебствие с торжеством. Из городов приходят известия о всеобщей радости от появления манифеста. <…> Лишь бы только не замедлили теперь явственные знаки той политики, которая возвещена в манифесте. Теперь подступили люди новые, во всяком случае с прямою и честною мыслью, которые не будут говорить одно, а думать другое. Гр. Игнатьева Вы изволите знать, а Островский подлинно честный человек и с сердцем..